# Säkäjärvi (sjö i Ilomants, Norra Karelen)
Säkäjärvi är en sjö i kommunen Ilomants i landskapet Norra Karelen i Finland. Den är 1,4 meter djup. Arean är 42 hektar och strandlinjen är 4,89 kilometer lång. Sjön  ingår i Vuoksens huvudavrinningsområde.   Den ligger omkring 58 kilometer öster om Joensuu och omkring 430 kilometer nordöst om Helsingfors. 